# Molène à fleurs denses
Verbascum densiflorum
Pour les articles homonymes, voir Molène.
Espèce
Classification APG III (2009)
La Molène à fleurs denses ou Molène faux Bouillon-blanc (Verbascum densiflorum) est une plante bisannuelle de la famille des Scrofulariacées. C'est une plante à racine pivotante et à feuillage tomenteux.

## Synonymes
- Verbascum thapsiforme Schrad.
- Verbascum phlomides
- similaire à Verbascum thapsus mais il s'agit d'une autre espèce.